# Abron
Het Abron (of Bron, Brong, Doma, Gyaman) is een Kwa-taal die voornamelijk wordt gesproken in Ghana en Ivoorkust. Anno 1993 kende de taal ongeveer 1.182.000 sprekers.